# 平茶镇
平茶镇，是中华人民共和国湖南省怀化市靖州苗族侗族自治县下辖的一个乡镇级行政单位。

## 行政区划
平茶镇下辖以下地区：
平茶社区、平茶村、新山村、棉花村、马路口村、小岔村、沙坝村、官团村、铁炉村、地祥村和江边村。

## 历史
1950年，平茶乡设立，属贵州省锦屏县管辖。1955年，它划归湖南省靖州苗族侗族自治县管辖。1958年更名为“平茶人民公社”。1994年升格为“平茶镇”。

## 地理
平茶镇坐落在靖州苗族侗族自治县西南部，东北是藕团乡，西和南是贵州省黎平县，东是新厂镇。
最高点是玉华山，海拔1107米。

## 经济
平茶镇的经济主要依靠农业和矿产资源，主要矿产资源有：金、锰、锑，另外平茶镇还富含天然矿泉水。

## 民俗
芦笙节是平茶镇的知名民族节日。

## 交通
- 省道222[4]